# Méra
Méra là một thị trấn thuộc hạt Borsod-Abaúj-Zemplén, Hungary. Thị trấn này có diện tích 15,11 km², dân số năm 2010 là 1765 người, mật độ 117 người/km².